# О’Доннел, Рори
Рори О’Доннел (Руайдри O’Домнайлл) (1575 — 30 июля 1608) — последний король Тирконнелла (1602—1607), 1-й граф Тирконнелл (1603—1607), один из сыновей Хью О’Доннела (ум. 1600), короля Тирконнелла (1566—1592).

## Биография
Рори О’Доннел был сыном Хью О’Доннела (ум. 1600), короля Тирконнелла (1566—1592), от второго брака с шотландкой Инион Дуб. В 1592 году его отец Хью О’Доннел отказался от королевского престола в пользу его старшего брата Хью Роэ О’Доннела (1572—1602).
В 1602 году после смерти своего старшего брата Аода Руада О’Доннела в Испании Рори О’Доннел унаследовал титул короля ирландского королевства Тирконнелл в Ольстере и стал главой клана О’Доннел.
В июне 1603 года Рори О’Доннел, король Тирконнелла, и Хью O’Нилл, король Тирона, прибыли в Лондон, где были приняты новым английским королём Яковом I Стюартом. Новый король Англии 4 сентября 1603 года пожаловал Рори О’Доннелу титул графа Тирконнелла с дочерним титулом барона Донегала для его наследника. 10 февраля 1604 года Рори О’Доннел получил королевскую грамоту, в которой лордство Тирконнелл было признано его наследственным владением.
14 сентября 1607 года ирландские графы Хью O’Нилл и Рори О’Доннел, опасаясь ареста и заключения в тюрьму, со своими семья и сторонниками (99 чел.) тайно бежали на французском корабле в Испанию. Из-за шторма они вынуждены были пристать к берегу в устье реки Сены во Франции. Французский король их любезно принял. Затем они отправились в Рим, где получили убежище от имени папы римского и короля Испании. Рори О’Доннел умер 30 июля 1608 года, а Хью О’Нилл скончался 20 июля 1616 года в Риме. После бегства графов Тирона и Тирконнелла их владения в Ольстере были конфискованы английской короной.

## Семья
Король Тирконнелла Хью О’Доннел, отец Рори, имел, по меньшей мере, девять известных детей от двух жен.
Старшая дочь Шевонн О’Доннел (ум. 1591), с 1574 года была женой Хью O’Нилла, графа Тирона
Его сводные братья — Доннхад, Доннелл и Руайдри, дети Хью О’Доннела от первого брака. Доннелл (Домналл) был убит в 1590 году, оставив сына Домналла Ога.
Одна из сводных сестер Рори, имя неизвестно, стала женой сына Турлоха Луйнеха О’Нилла, правителя королевства Тир Эогайн.
От второго брака с Инион Дуб (Фионуллой Макдональд) у Хью О’Доннела, кроме Рори, были дети: Нуала, Хью Роэ, Магнус, Моред, Майре и Катбар.
Нуала О’Доннел в 1592 году стала женой Нила Гарба О’Доннела (1569—1626), который во время Девятилетней войны сражался на стороне англичан против Хью Роэ О’Доннела. Нуала оставила своего мужа и вместе дочерью Граньей бежала с Рори из Ирландии в 1607 году.
Мойра О’Доннел (ум. 1662) была вначале замужем за сэром Доннелом О’Каханом, с которым развелась в 1598 году, вторично вышла замуж за Тадга О’Руайрка (ум. 1605).

## Семья и дети
Рори О’Доннел был женат на леди Бриджит Фицджеральд, дочери Генри Фицджеральда, 12-го графа Килдэра (1562—1597). У них было двое детей:
- Хью (Аод) О’Доннел (1606—1642), 2-й граф Тирконнелл (1608—1642)
- Мэри Стюарт О’Доннел (1608 — ок. 1649), жена некого О’Каллагана

## Посещение Рима и смерть
Рори О’Доннел посетил Рим, где был с почестями встречен папой Павлом V и римской знатью. Вскоре после короткого пребывания в Остии он скончался в Риме и был похоронен в церкви Сан-Пьетро-ин-Монторио на склоне холма Яникул.